# روبرت لويس هينكلي
روبرت لويس هينكلي (بالإنجليزية: Robert Lewis Hinkle)‏ هو محامي وقاضي أمريكي، ولد في 7 نوفمبر 1951 في أبالاتشيكولا في الولايات المتحدة.